# Neobisium carpenteri
Neobisium carpenteri es una especie de arácnido del orden Pseudoscorpionida de la familia Neobisiidae.

## Distribución geográfica
Se encuentra en Irlanda. Reino Unido.